# China Yunnan Airlines

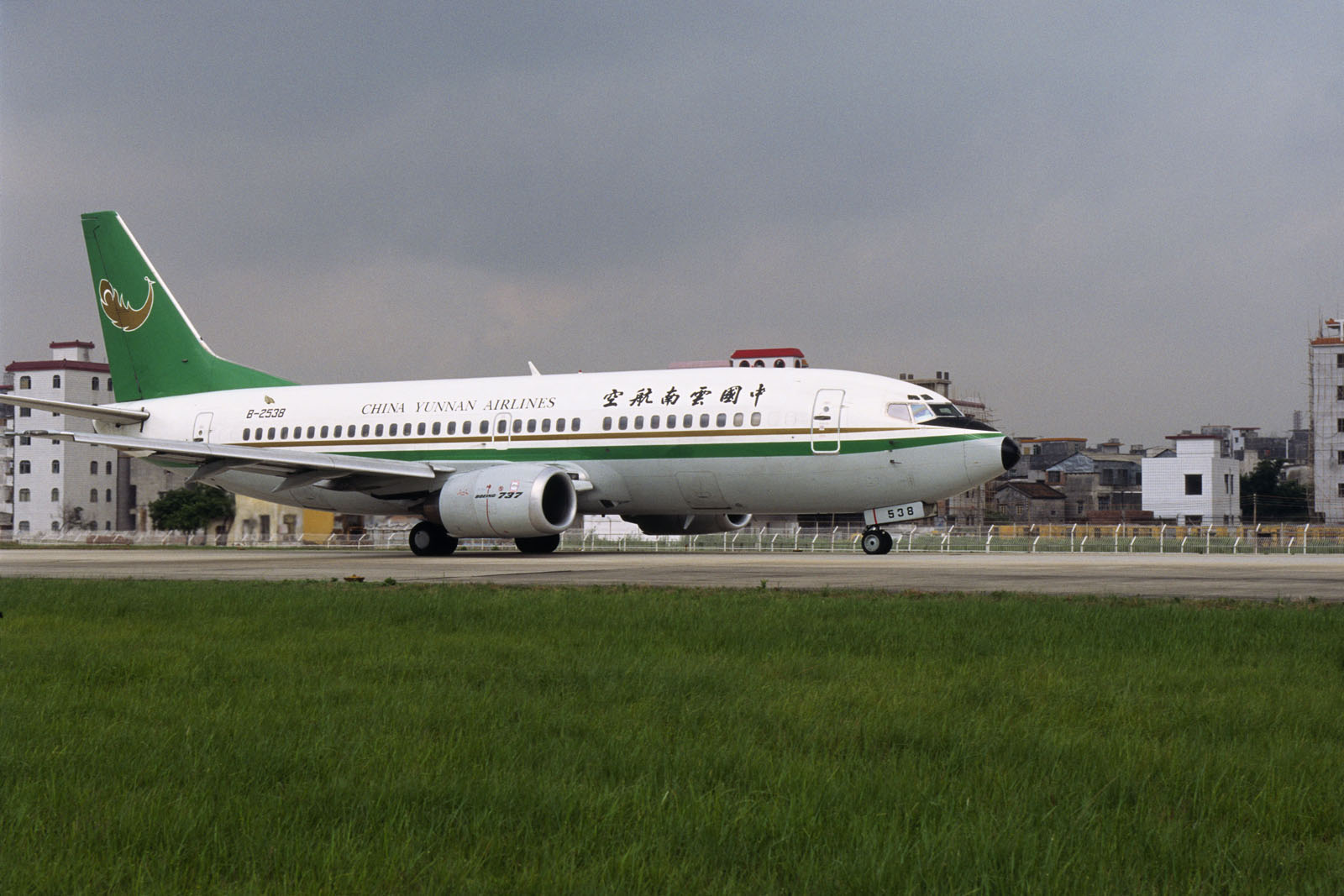
Un Boeing 737-300 des China Yunnan Airlines.

China Yunnan Airlines ( 云南航空公司 ) (code AITA 3Q) était une compagnie aérienne chinoise, basée à Kunming, dans le Yunnan.
Elle desservait les principales villes chinoises et assurait des vols internationaux à partir de Kunming (notamment vers Bangkok, Kuala Lumpur, Séoul, Singapour et Vientiane).
Comme beaucoup d'autres compagnies chinoises, elle a fusionné dans China Eastern Airlines en 2003.